# Convocazioni all'European League 2007
Elenco dei giocatori convocati per l'European League 2007.

## Belgio
| N° | Nome                 | Ruolo | Data di nascita  | Squadra           |
| -- | -------------------- | ----- | ---------------- | ----------------- |
| -  | Stijn Morand         | All   | 13 gennaio 1977  | -                 |
| -  | Ugo Blairon          | L     | 20 maggio 1985   | Guibertin         |
| -  | Manuel Callebert     | L     | 7 luglio 1977    | Roeselare         |
| -  | Gertjan Claes        | S     | 30 marzo 1985    | Asse-Lennik       |
| -  | Frank Depestele      | P     | 3 settembre 1977 | Īraklīs Salonicco |
| -  | Kristof Hoho         | S     | 7 agosto 1980    | Beauvais          |
| -  | Jimmy Prenen         | S     | 31 marzo 1984    | Maaseik           |
| -  | Matias Raymaekers    | C     | 11 maggio 1982   | Lube              |
| -  | Tom Schrijvers       | P     | 10 febbraio 1979 | Asse-Lennik       |
| -  | Hendrik Tuerlinckx   | O     | 1º dicembre 1987 | Everbeur          |
| -  | Jo van Decraen       | C     | 27 aprile 1982   | Everbeur          |
| -  | Christof van Goethem | S     | 20 agosto 1979   | Everbeur          |
| -  | Gert van Walle       | S     | 7 agosto 1987    | Eis. Maasmechelen |
| -  | Matthijs Verhanneman | S     | 8 dicembre 1988  | Roeselare         |
| -  | Wouter Verhelst      | C     | 20 luglio 1980   | Roeselare         |

## Germania
| N° | Nome                   | Ruolo | Data di nascita   | Squadra         |
| -- | ---------------------- | ----- | ----------------- | --------------- |
| -  | Michael Warm           | All   | 25 marzo 1968     | Charlottenburg  |
| -  | Björn Andrae           | S     | 14 maggio 1981    | Sempre Padova   |
| -  | Eugen Bakumovski       | P     | 11 agosto 1980    | ZAKSA           |
| -  | Marcus Böhme           | C     | 25 agosto 1985    | Charlottenburg  |
| -  | Frank Dehne            | P     | 14 febbraio 1976  | Callipo         |
| -  | Max Günthör            | C     | 9 agosto 1985     | Friedrichshafen |
| -  | Stefan Hübner          | C     | 13 giugno 1975    | Trentino        |
| -  | Robert Kromm           | S     | 9 marzo 1984      | Sempre Padova   |
| -  | Christian Pampel       | S     | 6 settembre 1979  | Sempre Padova   |
| -  | Marcus Popp            | S     | 23 settembre 1981 | Gabeca          |
| -  | Jochen Schöps          | O     | 8 ottobre 1983    | Friedrichshafen |
| -  | Thilo Späth-Westerholt | L     | 8 giugno 1987     | Olympia Berlino |
| -  | Markus Steuerwald      | L     | 7 marzo 1989      | Friedrichshafen |
| -  | Simon Tischer          | P     | 24 aprile 1982    | Friedrichshafen |

## Grecia
| N° | Nome                    | Ruolo | Data di nascita  | Squadra             |
| -- | ----------------------- | ----- | ---------------- | ------------------- |
| -  | Alexandros Leonis       | All   | 16 marzo 1960    | -                   |
| -  | Andreas Andreadīs       | C     | 14 gennaio 1982  | Panathīnaïkos       |
| -  | Apostolos Armenakīs     | O     | 19 luglio 1980   | PAOK                |
| -  | Dīmītrīs Gkaras         | L     | 12 novembre 1985 | Aristotelīs Skydras |
| -  | Nikos Karagiannīs       | C     | 4 agosto 1981    | PAOK                |
| -  | Theoklītos Karipidīs    | S     | 18 gennaio 1980  | PAOK                |
| -  | Īlias Lappas            | S     | 20 luglio 1979   | Panathīnaïkos       |
| -  | Eustathios Ntonas       | O     | 2 febbraio 1981  | AEK Atene           |
| -  | Sōtīrios Pantaleōn      | C     | 21 giugno 1980   | Panathīnaïkos       |
| -  | Achilleas Papadīmītriou | L     | 18 agosto 1980   | Panellīnios         |
| -  | Kōnstantinos Prousalīs  | P     | 6 ottobre 1980   | Panathīnaïkos       |
| -  | Dīmītrīs Rizopoulos     | S     | 26 agosto 1984   | Milōn               |
| -  | Nikos Roumeliōtīs       | O     | 12 ottobre 1978  | Olympiakos          |
| -  | Nikolaos Smaragdīs      | C     | 12 febbraio 1981 | Īraklīs Salonicco   |
| -  | Dīmītrīs Soultanopoulos | C     | 3 settembre 1981 | Olympiakos          |
| -  | Giōrgos Stefanou        | L     | 12 gennaio 1981  | Panathīnaïkos       |
| -  | Sōtīrīs Tsergas         | P     | 3 luglio 1987    | Panellīnios         |

## Lettonia
| N° | Nome                  | Ruolo | Data di nascita   | Squadra         |
| -- | --------------------- | ----- | ----------------- | --------------- |
| -  | ?                     | All   | -                 | -               |
| -  | Armands Celitāns      | C     | 28 maggio 1984    | RTU Robežsardze |
| -  | Gundars Celitāns      | O     | 14 giugno 1985    | RTU Robežsardze |
| -  | Jevgēņijs Grimailovs  | S     | 22 settembre 1982 | RTU Robežsardze |
| -  | Vjačeslavs Grimailovs | L     | 22 settembre 1982 | Tartu           |
| -  | Lauris Iecelnieks     | S     | 7 novembre 1982   | RTU Robežsardze |
| -  | Tomass Kalniņś        | O     | 17 maggio 1977    | PCSK Riga       |
| -  | Viktors Koržeņevičs   | C     | 9 luglio 1986     | PCSK Riga       |
| -  | Ivars Kovals          | C     | 1º agosto 1980    | RTU Robežsardze |
| -  | Agris Leitis          | P     | 3 marzo 1979      | Kempeleen       |
| -  | Ansis Medenis         | S     | 23 ottobre 1984   | Marconi         |
| -  | Jānis Pēda            | S     | 18 maggio 1985    | Loreto          |
| -  | Valters Ramma         | S     | 8 aprile 1985     | Mutalan Riento  |
| -  | Ruslans Sorokins      | S     | 11 marzo 1982     | RTU Robežsardze |
| -  | Austris Štāls         | P     | 8 ottobre 1977    | -               |

## Paesi Bassi
| N° | Nome                  | Ruolo | Data di nascita   | Squadra          |
| -- | --------------------- | ----- | ----------------- | ---------------- |
| -  | ?                     | All   | -                 | -                |
| -  | Johannes Bontje       | C     | 12 maggio 1981    | BluVolley Verona |
| -  | Nico Freriks          | P     | 22 dicembre 1981  | Roeselare        |
| -  | Jairo Hooi            | C     | 13 marzo 1978     | Nesselande       |
| -  | Robert Horstink       | S     | 26 dicembre 1981  | Treviso          |
| -  | Marko Klok            | S     | 14 marzo 1968     | Nesselande       |
| -  | Wytze Kooistra        | C     | 3 giugno 1982     | M. Roma          |
| -  | Lars Lorsheijd        | C     | 8 giugno 1985     | Nesselande       |
| -  | Michael Olieman       | O     | 17 aprile 1983    | Nesselande       |
| -  | Joppe Paulides        | C     | 13 aprile 1982    | Maaseik          |
| -  | Richard Rademaker     | L     | 18 marzo 1982     | Nesselande       |
| -  | Jeroen Rauwerdink     | S     | 13 settembre 1985 | Dynamo Apeldoorn |
| -  | Jan Willem Snippe     | S     | 21 maggio 1986    | Nesselande       |
| -  | Jeroen Trommel        | S     | 1º agosto 1980    | Cannes           |
| -  | Allan van de Loo      | S/P   | 10 gennaio 1975   | Maaseik          |
| -  | Christian Van Der Wel | S/L   | 10 luglio 1978    | Nesselande       |
| -  | Dirk-Jan van Gendt    | P     | 18 luglio 1974    | Nesselande       |

## Portogallo
| N° | Nome                      | Ruolo | Data di nascita   | Squadra         |
| -- | ------------------------- | ----- | ----------------- | --------------- |
| -  | Jorge Schmidt             | All   | -                 | -               |
| -  | Rui Botas                 | C     | 24 marzo 1984     | Castêlo da Maia |
| -  | Flávio Cruz               | S     | 28 agosto 1982    | Piacenza        |
| -  | Filipe Ferreira           | L     | 5 febbraio 1975   | Vitória         |
| -  | Ricardo Jorge Franco Lima | ?     | 21 agosto 1982    | Leixões         |
| -  | Hugo Gaspar               | O     | 2 settembre 1983  | Vitória         |
| -  | Bruno Gonçalves           | P     | 18 aprile 1983    | Espinho         |
| -  | João José                 | C     | 7 giugno 1978     | Friedrichshafen |
| -  | André Lopes               | S     | 12 settembre 1982 | Benfica         |
| -  | João Malveiro             | C     | 8 dicembre 1979   | Vitória         |
| -  | Eurico Peixoto            | S     | 13 maggio 1981    | Vitória         |
| -  | Nuno Pinheiro             | P     | 31 dicembre 1984  | Maaseik         |
| -  | Hugo Ribeiro              | L     | 15 novembre 1977  | Espinho         |
| -  | Eden Sequeira             | C     | 28 ottobre 1980   | Taranto         |
| -  | Valdir Sequeira           | O     | 22 novembre 1981  | Taranto         |
| -  | Pedro Sousa               | P     | 26 settembre 1987 | Castêlo da Maia |
| -  | Carlos Teixeira           | L     | 11 marzo 1976     | Benfica         |

## Rep. Ceca
| N° | Nome            | Ruolo | Data di nascita   | Squadra          |
| -- | --------------- | ----- | ----------------- | ---------------- |
| -  | ?               | All   | -                 | -                |
| -  | Kamil Baránek   | S     | 2 maggio 1983     | Stade Poitevin   |
| -  | Jiří Bence      | L     | 8 maggio 1985     | Zlín             |
| -  | Jiří Cerha      | C     | 26 settembre 1979 | Ostrava          |
| -  | Michal Hrazdíra | S     | 21 ottobre 1985   | Brno             |
| -  | David Konečný   | O     | 10 ottobre 1982   | Ostrava          |
| -  | Tomáš Kotrch    | C     | 16 giugno 1982    | -                |
| -  | Jiří Kral       | C     | 7 agosto 1981     | Treviso          |
| -  | Martin Kryštof  | L     | 11 ottobre 1982   | Dukla Liberec    |
| -  | Ondřej Kust     | P     | 26 giugno 1981    | Arago de Sète    |
| -  | Jiří Polanský   | L     | 13 novembre 1981  | Friedrichshafen  |
| -  | Jiří Popelka    | S     | 11 maggio 1977    | SGK              |
| -  | Michal Rak      | C     | 14 agosto 1979    | Modena           |
| -  | Jan Štokr       | O     | 16 gennaio 1983   | Perugia          |
| -  | Lukáš Ticháček  | P     | 12 gennaio 1982   | Friedrichshafen  |
| -  | Vojtěch Zach    | S     | 22 febbraio 1981  | České Budějovice |
| -  | Jiří Zadražil   | C     | 12 novembre 1980  | Dukla Liberec    |

## Romania
| N° | Nome                 | Ruolo | Data di nascita   | Squadra         |
| -- | -------------------- | ----- | ----------------- | --------------- |
| -  | Dorel Stefan         | All   | -                 | -               |
| -  | Corneliu Andrieş     | P     | 18 luglio 1976    | -               |
| -  | Radu Began           | C     | 21 dicembre 1976  | -               |
| -  | Laurenţiu Birău      | C     | 10 giugno 1981    | Avignon         |
| -  | Alin Bobeanu         | C     | 19 agosto 1980    | Dinamo Bucarest |
| -  | Dan Borota           | S     | 9 luglio 1984     | Baia Mare       |
| -  | Marius Ciortea       | O     | 20 luglio 1984    | -               |
| -  | Adrian Nicolae Feher | L     | 5 dicembre 1979   | Dinamo Bucarest |
| -  | Rareş Gavril         | L     | 21 settembre 1982 | Piatra Neamț    |
| -  | Mihai Gheorghiţă     | C     | 3 luglio 1985     | Piatra Neamț    |
| -  | Ionuţ Harbuz         | S     | 6 gennaio 1981    | Piatra Neamț    |
| -  | Sergiu Ilieş         | P     | 18 maggio 1977    | Tomis Costanza  |
| -  | Laurențiu Lică       | O     | 11 febbraio 1980  | Beauvais        |
| -  | Petrişor Macovei     | C     | 24 novembre 1979  | Dinamo Bucarest |
| -  | Mircea Roman         | O     | 14 dicembre 1979  | Dinamo Bucarest |
| -  | Sergiu Stancu        | C     | 4 agosto 1982     | Tours           |
| -  | Florin Voinea        | S     | 27 settembre 1980 | Tomis Costanza  |

## Slovacchia
| N° | Nome               | Ruolo | Data di nascita  | Squadra           |
| -- | ------------------ | ----- | ---------------- | ----------------- |
| -  | Vladimír Přidal    | All   | -                | -                 |
| -  | Pavel Bartík       | C     | 19 marzo 1981    | Spacer's Toulouse |
| -  | Michal Červeň      | C     | 16 dicembre 1977 | Opava             |
| -  | Lukáš Diviš        | S     | 20 febbraio 1986 | Friedrichshafen   |
| -  | Martin Hody        | S     | 9 luglio 1982    | VKP Bratislava    |
| -  | Róbert Hupka       | O     | 30 luglio 1981   | Friedrichshafen   |
| -  | Peter Janušek      | S     | 25 aprile 1983   | Kladno            |
| -  | Tomáš Kmeť         | C     | 1º dicembre 1981 | Vienna hotVolleys |
| -  | Emanuel Kohút      | C     | 21 luglio 1982   | VKP Bratislava    |
| -  | Michal Masný       | P     | 14 agosto 1979   | Opava             |
| -  | Martin Nemec       | O     | 31 luglio 1984   | Rennes            |
| -  | František Ogurčák  | S     | 24 aprile 1984   | Roeselare         |
| -  | Martin Pipa        | L     | 3 settembre 1974 | Aich/Dob          |
| -  | Július Sabo        | C     | 21 gennaio 1983  | Bassano           |
| -  | Branislav Skladaný | P     | 16 novembre 1983 | Kladno            |
| -  | Martin Sopko       | S     | 30 gennaio 1982  | Prešov            |

## Slovenia
| N° | Nome             | Ruolo | Data di nascita   | Squadra        |
| -- | ---------------- | ----- | ----------------- | -------------- |
| -  | ?                | All   | -                 | -              |
| -  | Andrej Flajs     | S     | 11 marzo 1983     | ACH Volley     |
| -  | Mitja Gasparini  | O     | 26 giugno 1984    | ACH Volley     |
| -  | Matevž Kamnik    | C     | 24 novembre 1987  | ACH Volley     |
| -  | Alan Komel       | S     | 12 marzo 1982     | GO Volley      |
| -  | Alen Pajenk      | C     | 23 aprile 1986    | Maribor        |
| -  | Tomaž Paravan    | L     | 16 ottobre 1983   | Salonit Anhovo |
| -  | Matija Pleško    | S     | 3 marzo 1976      | ACH Volley     |
| -  | Jernej Potočnik  | S     | 26 ottobre 1981   | Aich/Dob       |
| -  | Dragan Radović   | C     | 29 gennaio 1979   | Asse-Lennik    |
| -  | Rok Satler       | P     | 4 aprile 1979     | ACH Volley     |
| -  | Alen Šket        | S     | 28 marzo 1988     | Maribor        |
| -  | Sebastijan Škorc | L     | 12 febbraio 1974  | ACH Volley     |
| -  | Tomislav Šmuc    | P     | 23 giugno 1976    | ACH Volley     |
| -  | Tine Urnaut      | O     | 3 settembre 1988  | ACH Volley     |
| -  | Matej Vidič      | C     | 6 novembre 1986   | Salonit Anhovo |
| -  | Dejan Vinčić     | P     | 15 settembre 1986 | Salonit Anhovo |

## Spagna
| N° | Nome                     | Ruolo | Data di nascita   | Squadra              |
| -- | ------------------------ | ----- | ----------------- | -------------------- |
| -  | Andrea Anastasi          | All   | 8 ottobre 1960    | -                    |
| -  | Juan Carlos Barcala      | O     | 25 gennaio 1984   | 7 Islas              |
| -  | Enrique de la Fuente     | S     | 11 agosto 1975    | Perugia              |
| -  | Guillermo Falasca        | O     | 24 ottobre 1977   | Lupi Santa Croce     |
| -  | Miguel Ángel Falasca     | P     | 29 aprile 1973    | Pòrtol               |
| -  | Alfonso Flores           | P     | 24 agosto 1975    | Almería              |
| -  | Julián García            | C     | 8 novembre 1980   | 7 Islas              |
| -  | Guillermo Hernán         | P     | 25 luglio 1982    | -                    |
| -  | José Luis Lobato         | L     | 19 febbraio 1977  | Sant Pere i Sant Pau |
| -  | José Luis Moltó          | C     | 29 giugno 1975    | Pòrtol               |
| -  | Ibán Pérez               | O     | 13 novembre 1983  | Sparkling Milano     |
| -  | Francisco José Rodriguez | S     | 25 settembre 1980 | Arona                |
| -  | Israel Rodríguez         | S     | 27 agosto 1981    | Almería              |
| -  | Manuel Sevillano         | L     | 2 luglio 1981     | Cagliari             |
| -  | José Javier Subiela      | C     | 22 marzo 1984     | Río Duero Soria      |

## Turchia
| N° | Nome          | Ruolo | Data di nascita   | Squadra         |
| -- | ------------- | ----- | ----------------- | --------------- |
| -  | Işık Menküer  | All   | 21 dicembre 1963  | -               |
| -  | Murat Aslan   | S     | 13 dicembre 1986  | Fenerbahçe      |
| -  | Can Ayvazoğlu | L     | 14 settembre 1979 | Fenerbahçe      |
| -  | Ali Çayır     | S     | 13 settembre 1981 | İstanbul BB     |
| -  | Kadir Cin     | S     | 7 maggio 1987     | Arkas           |
| -  | Kemal Elgaz   | S/O   | 1º gennaio 1986   | Galatasaray     |
| -  | Volkan Güç    | O     | 16 luglio 1980    | Halkbank        |
| -  | Kemal Kayhan  | C     | 2 gennaio 1983    | Polis Akademisi |
| -  | Selçuk Keskin | P     | 15 gennaio 1982   | Arkas           |
| -  | Ulaş Kıyak    | P     | 11 agosto 1981    | Halkbank        |
| -  | İsmail Kurtar | S     | 21 maggio 1982    | Erdemir         |
| -  | Nuri Şahin    | L     | 1º gennaio 1980   | Fenerbahçe      |
| -  | Sinan Tanık   | S     | 19 giugno 1980    | AZS Olsztyn     |
| -  | Ahmet Toçoğlu | C     | 13 marzo 1980     | Halkbank        |
| -  | Fatih Ulusoy  | C     | 9 aprile 1980     | İstanbul BB     |